# Non solo live
Non solo live è un album del cantautore italiano Umberto Tozzi pubblicato nel 2009.

## Descrizione
L'album contiene per la prima volta, nella carriera di Tozzi, due cover: Petite Marie di Francis Cabrel del 1977 e Lullabye (Goodnight, my Angel) di Billy Joel del 1994.

## Tracce
CD 1 (inediti)
1. Anche se tu non vuoi – 3:35
2. Cerco ancora te – 3:10
3. Forse credo in Dio – 3:36
4. Muchacha – 3:05
5. Lullabye goodnight my angel – 3:41
6. Petite Marie (stella d'amore) – 3:33
7. Oriental song – 3:49

CD 2 (live)
1. Alleluia se – 4:51
2. Notte rosa – 6:14
3. Ti amo – 4:29
4. Roma nord – 2:27
5. Gli innamorati – 1:50
6. Dimmi di no – 6:46
7. Mamma maremma – 2:52
8. Donna amante mia – 2:10
9. Perdendo Anna – 2:31
10. Lei – 2:36
11. A cosa servono le mani – 1:26
12. Io camminerò – 3:11
13. Si può dare di più – 4:29
14. Immensamente – 4:21
15. Gli altri siamo noi – 4:10
16. Gente di mare – 3:48
17. Io muoio di te – 4:35
18. Stella stai – 5:28
19. Tu – 3:57
20. Gloria – 7:06

## Formazione
- Umberto Tozzi - voce, chitarra
- Raffaele Chiatto - chitarra
- Gianni D'Addese - pianoforte, tastiera, cori
- Marco Dirani - basso
- Ricky Roma - batteria
- Gianni Vancini - sax, percussioni
- Annastella Camporeale - cori